# Albert Rop
Albert Kibichii Rop (17 luglio 1992) è un mezzofondista keniota naturalizzato bahreinita.

## Palmarès
| Anno                          | Manifestazione             | Sede           | Evento        | Risultato | Prestazione | Note                                     |
| ----------------------------- | -------------------------- | -------------- | ------------- | --------- | ----------- | ---------------------------------------- |
| In rappresentanza del Bahrein |                            |                |               |           |             |                                          |
| 2014                          | Giochi asiatici            | Incheon        | 5000 m piani  | Bronzo    | 13'28"08    |                                          |
| 2015                          | Campionati asiatici        | Wuhan          | 5000 m piani  | Argento   | 13'35"26    |                                          |
| 2015                          | Mondiali                   | Pechino        | 5000 m piani  | 11º       | 14'00"12    |                                          |
| 2016                          | Campionati asiatici indoor | Doha           | 3000 m piani  | Argento   | 7'40"27     |                                          |
| 2016                          | Giochi olimpici            | Rio de Janeiro | 5000 m piani  | 7º        | 13'08"79    |                                          |
| 2017                          | Mondiali                   | Londra         | 5000 m piani  | Batteria  | 13'32"40    |                                          |
| 2018                          | Giochi asiatici            | Giacarta       | 5000 m piani  | Argento   | 13'43"76    |                                          |
| 2019                          | Campionati asiatici        | Doha           | 5000 m piani  | Argento   | 13'37"57    |                                          |
| 2025                          | Campionati asiatici        | Gumi           | 5000 m piani  | 5º        | 13'33"41    | Miglior prestazione personale stagionale |
| 2025                          | Campionati asiatici        | Gumi           | 10000 m piani | Bronzo    | 28'46"82    | Miglior prestazione personale stagionale |

## Altre competizioni internazionali
2013
- Oro all'Eurocross ( Diekirch) - 31'11"

2018
- 4º alla Utrecht Singelloop ( Utrecht) - 27'44"